# EPrix New York City 2018
ePrix New York City 2018 (formálně nazývána 2018 Qatar Airways New York City E-Prix) se konala ve dnech 14. července a 15. července 2018 a byla jedenáctým a dvanáctým závodem (a tedy posledními dvěma závody) sezóny 2017/18 šampionátu Formule E. Zároveň byla tato ePrix druhou ePrix New York City v historii. Závody se jely na okruhu Brooklyn Street Circuit v Red Hook, oblasti ve čtvrti Brooklyn v New Yorku, v USA.
Sobotní závod na 43 kol vyhrál Lucas di Grassi z týmu Audi. Na druhém místě dojel jeho týmový kolega Daniel Abt a na třetím jezdec týmu e.Dams-Renault Sébastien Buemi, startující z pole position. Nejrychlejší kolo závodu zajel Felix Rosenqvist z týmu Mahindra.
Nedělní závod také na 43 kol vyhrál Jean-Éric Vergne z týmu Techeetah. Na druhém místě dojel di Grassi a na třetím Abt, který zajel také nejrychlejší kolo závodu. Až na čtvrtém místě dojel Buemi, který opět získal pole position.
Touto ePrix skončila sezóna 2017/18: mistrem mezi jezdci se stal Jean-Éric Vergne s náskokem 54 bodů na di Grassiho. Mezi týmy v posledním závodě pro sebe titul získalo Audi, o 2 body před Techeetah.

## Pořadí po závodním víkendu
Zdroj: 

### Pořadí jezdců
| +/– | Poř | Jezdec           | Body      |
| --- | --- | ---------------- | --------- |
|     | 1   | Jean-Éric Vergne | 198       |
| 1   | 2   | Lucas di Grassi  | 144 (–54) |
| 1   | 3   | Sam Bird         | 143 (–55) |
|     | 4   | Sébastien Buemi  | 125 (–73) |
|     | 5   | Daniel Abt       | 120 (–78) |

### Pořadí týmů
| +/– | Poř | Tým               | Body       |
| --- | --- | ----------------- | ---------- |
| 1   | 1   | Audi              | 264        |
| 1   | 2   | Techeetah-Renault | 262 (–2)   |
|     | 3   | Virgin-Citroën    | 160 (–104) |
|     | 4   | Mahindra          | 138 (–126) |
|     | 5   | e.Dams-Renault    | 133 (–131) |